# Павел Чарнота
Павел Чарнота (пол. Paweł Czarnota; нар. 14 квітня 1988, Олькуш) – польський шахіст, гросмейстер від 2006 року.

## Шахова кар'єра
Шестиразовий чемпіон Польщі серед юніорів у різних вікових категоріях. Вперше на міжнародній арені з'явився 2000 року, взявши участь у чемпіонаті світу серед юніорів до 12 років в Орпезі, де посів 7-ме місце. 2003 року посів 5-те місце на чемпіонаті Європи серед юніорів до 16 років, який відбувся в Будві. Того ж року виграв Турнір Rubicon Cup у Будапешті в групі хлопчиків до 15 років.

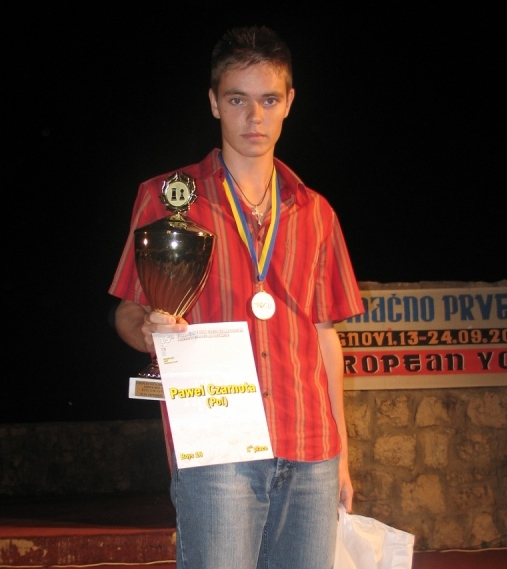
ЧЄ до 18 років, Герцег-Новий, 2005

Особливо успішним був для нього 2005 рік - у лютому посів 6-те місце на одному з найбільших турнірів за швейцарською системою у світі Каппель-ла-Гранд, виконавши першу гросмейстерську норму. Потім виграв Меморіал Рубінштейна в Поляниці-Здруй, а в Херцегу-Новому став чемпіоном Європи серед юніорів до 18 років. 2006 року виступив на чемпіонаті Європи в Кушадасах (посів 18-те місце) і посів 6-те місце на сильному турнірі open у Пардубице, виконавши третю гросмейстерську норму. На перетині 2009 і 2010 років поділив 1-ше місце (разом з Олександром Зубовим і Томашем Варакомським на турнірі Cracovia в Кракові. 2009 року здобув у Познані титул чемпіона Польщі серед студентів. 2011 року представляв Сілезький Університет на Літній Універсіаді в Шеньчжені. 2012 року на чемпіонаті Світу серед студентів у Гімарайнші здобув у командному заліку срібну медаль.
Двічі брав участь у фіналі чемпіонату Польщі (Познань 2005 - 10-те місце, Краків 2006 - 6-те місце). У складі національної збірної взяв участь у шаховій олімпіаді 2006 у Турині, де здобув 4½ очки у 8 партіях.
Найвищий рейтинг Ело в кар'єрі мав станом на 1 липня 2007 року, досягнувши 2575 очок займав тоді 8-ме місце серед польських шахістів.

## Особисте життя
2013 року закінчив Сілезький університет у Катовицях, здобувши ступінь магістра права. Сестра Павела Чарноти, Дорота, є бронзовою призеркою чемпіонату Польщі серед юніорів і має титул міжнародного майстра серед жінок.

## Зміни рейтингу
| На цьому місці має відображатися графік чи діаграма, однак з технічних причин його відображення наразі вимкнено. Будь ласка, не видаляйте код, який викликає це повідомлення. Розробники вже працюють для того, щоби відновити штатне функціонування цього графіка або діаграми. | |
| | На цьому місці має відображатися графік чи діаграма, однак з технічних причин його відображення наразі вимкнено. Будь ласка, не видаляйте код, який викликає це повідомлення. Розробники вже працюють для того, щоби відновити штатне функціонування цього графіка або діаграми. |